# إكسينوس

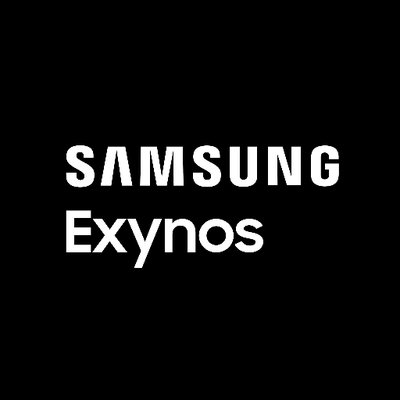
شعار سامسونج إكسينوس

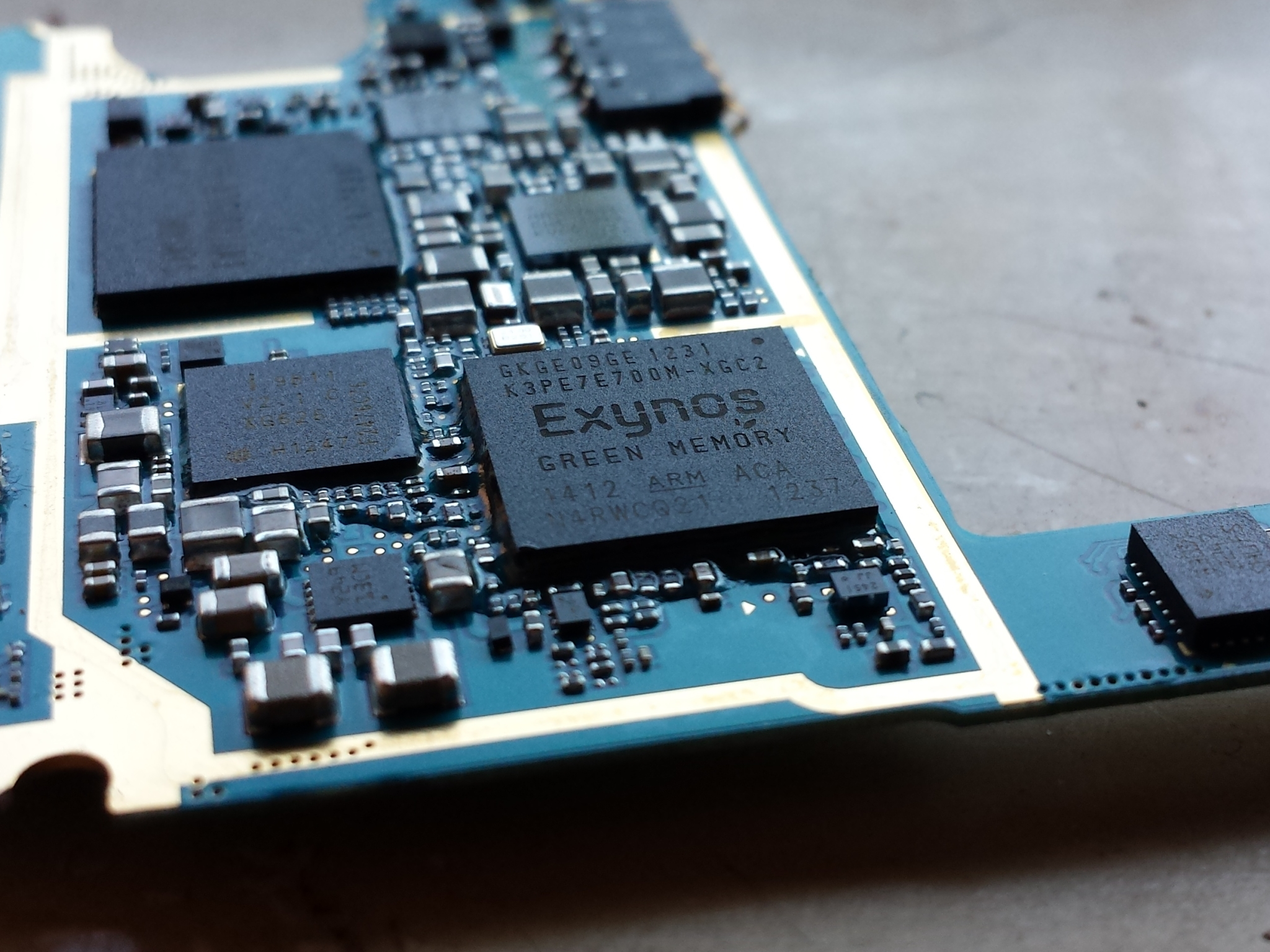
An Exynos 4 Quad (4412)، على لوحة لهاتف سامسونج جالكسي إس 3 الذكي

إكسينوس ((هانغل: ; هانجا: 엑시노스). من الكلمات اليونانية exypnos التي تعني الذكية وprasinos التي تعني اللون الأخضر) هي عبارة عن سلسلة من منظومة على رقاقة القائم على بنية إيه آر إم (SoCs) الذي طورته شركة إلكترونيات سامسونج. إنه استمرار لخط S3C وS5L وS5P السابق من سامسونج.

## التاريخ
في عام 2010، أطلقت سامسونج جهاز Hummingbird S5PC110 (المعروف الآن باسم Exynos 3 Single) في هاتفها الذكي سامسونج جالكسي إس، والذي تضمن وحدة المعالجة المركزية ARM Cortex-A8 المرخصة. تم تسمية ARM Cortex-A8 باسم الطائر الطنان. تم تطويره بالشراكة مع Intrinsity باستخدام تقنية FastCore وFast14.
في أوائل عام 2011، أطلقت سامسونج إكسينوس للمرة الأولى في هاتفها الذكي سامسونج جالكسي إس 2. تم توفير كود برنامج التشغيل لـ Exynos 4210 في نواة لينكس  وتمت إضافة الدعم في الإصدار 3.2 في نوفمبر 2011.
في 29 سبتمبر 2011، قدمت سامسونج إكسينوس 4212  كخليفة لـ 4210؛ إنه يتميز بتردد ساعة أعلى و«أداء رسومات ثلاثية الأبعاد أعلى بنسبة 50 في المائة مقارنة بجيل المعالج السابق».
في 3 يونيو 2019، أعلنت إي إم دي وسامسونج عن شراكة إستراتيجية متعددة السنوات في IP للرسومات المتحركة على أساس إي وحدة معالجة الرسوميات ام دي راديون أي بي.
في 1 أكتوبر 2019، ظهرت شائعات بأن شركة سامسونج قد قامت بتسريح فرق وحدة المعالجة المركزية المخصصة لها في SARC. في 1 نوفمبر 2019، قدمت سامسونج رسالة تحذير إلى لجنة القوى العاملة في تكساس، تبلغ فيها بتسريح العمال من فريق وحدة المعالجة المركزية SARC وإنهاء تطوير وحدة المعالجة المركزية المخصصة الخاصة بهم. سيستمر SARC وACL في تطوير SoC وAI وGPU.